# Ctenodonta
Ctenodonta is een geslacht van uitgestorven tweekleppigen, dat leefde van het Ordovicium tot het Siluur.

## Beschrijving
Deze tweekleppige had twee gelijke, ovale kleppen met fijne concentrische groeistrepen. De oppervlakken van deze kleppen waren glad. De slotrand was bezet met talrijke, gelijke tanden. De lengte van de schelp bedraagt circa 2,5 centimeter.

## Soorten
- C. bodae † Isberg 1934
- C. carpenteri † Schuchert 1900
- C. corbuliformis † Kobayashi 1934
- C. coreanica † Kobayashi 1934
- C. dalecarlica † Isberg 1934
- C. deserta † Reed 1952
- C. dotensis † Kobayashi 1934
- C. fraterculus † Talent 1963
- C. kallholniensis † Isberg 1934
- C. logani † Salter 1859

- C. longa † Ulrich 1894
- C. macalesteri † Pojeta & Gilbert-Tomlinson 1977
- C. nasuta † Hall 1847
- C. nasutaformis † Kobayashi 1934
- C. nipponica † Kobayashi 1934
- C. norvegica † Soot-Ryen & Soot-Ryen 1960
- C. nuda † Soot-Ryen & Soot-Ryen 1960
- C. oblongata † Kobayashi 1934
- C. perangulata † Reed 1952
- C. placita † Talent 1963

- C. pygmaea † Isberg 1934
- C. samenoha † Kobayashi 1934
- C. schmalenseei † Isberg 1934
- C. spjeldnaesi † Soot-Ryen & Soot-Ryen 1960
- C. striata † Kobayashi 1934
- C. subnasuta † Ulrich 1894
- C. subsymmetrica † Kobayashi 1934
- C. tornquisti † Isberg 1934
- C. victoriae † Chapman 1908
- C. youngi † Pojeta & Gilbert-Tomlinson 1977